# Limnophila oliveri
Limnophila oliveri là một loài ruồi trong họ Limoniidae. Chúng phân bố ở miền Australasia.